# HSBC Bank Polska
HSBC Bank Polska S.A. (d. Prosper Bank S.A., Polski Kredyt Bank S.A.) – bank uniwersalny z siedzibą w Warszawie, działający w latach 1990–2019. W latach 1993–1997 był przedmiotem przymusowej restrukturyzacji prowadzonej przez Narodowy Bank Polski.

## Historia

### Prosper Bank
Bank uzyskał zgodę Narodowego Banku Polskiego (NBP) na rozpoczęcie działalności w styczniu 1990, a w maju rozpoczął działalność operacyjną, jako Prosper Bank S.A. z siedzibą w Krakowie. Założycielką i główną akcjonariuszką banku była Martyna Lisiecka-Klinz, a pozostałymi akcjonariuszami banku były osoby powiązane z ok. 80 firmami polonijnymi. W pierwszym zarządzie zasiedli Stanisław Filipek jako prezes zarządu i Franciszek Gaik jako wiceprezes zarządu.
W 1991 centralę banku przeniesiono do Warszawy.
W 1993 NBP rozpoczął proces restrukturyzacji banku poprzez ustanowienie zarządu komisarycznego w konsekwencji złej polityki kredytowej banku. W 1994, w ramach procesu restrukturyzacji, NBP przejął 93% akcji banku stając się jego większościowym akcjonariuszem. Do banku włączono także inny przymusowo restrukturyzowany przez bank centralny podmiot, Dolnośląski Bank Gospodarczy S.A. W tym samym roku Lisiecka-Klinz została aresztowana w związku z podejrzeniami o narażenie banku na straty w wysokości 50 mld złotych oraz przyjmowanie łapówek.
W 1995 bank wyemitował obligacje mające na celu zapewnienie finansowania restrukturyzacji, które nabył Deutsche Bank AG.
W 1997 bank został przejęty od NBP przez Kredyt Bank, który zobowiązał się do kontynuowania procesu jego restrukturyzacji we współpracy z NBP i Bankowym Funduszem Gwarancyjnym. Proces sprzedaży banku został oceniony pozytywnie przez Najwyższą Izbę Kontroli w 1998 i trwał do 2006. Prezesem banku została Barbara Zembrzycka, która funkcję pełniła do 2000, kiedy została odwołana przez radę nadzorczą banku.
W styczniu 2001 prezesem banku został Andrzej Krasuski. W marcu tego samego roku bank zmienił nazwę na Polski Kredyt Bank.

### Polski Kredyt Bank
W 2003 Kredyt Bank sprzedał grupie kapitałowej HSBC 100% akcji banku.

### HSBC Bank Polska
W 2004 zmienił nazwę na HSBC Bank Polska.